# Malattia genetica

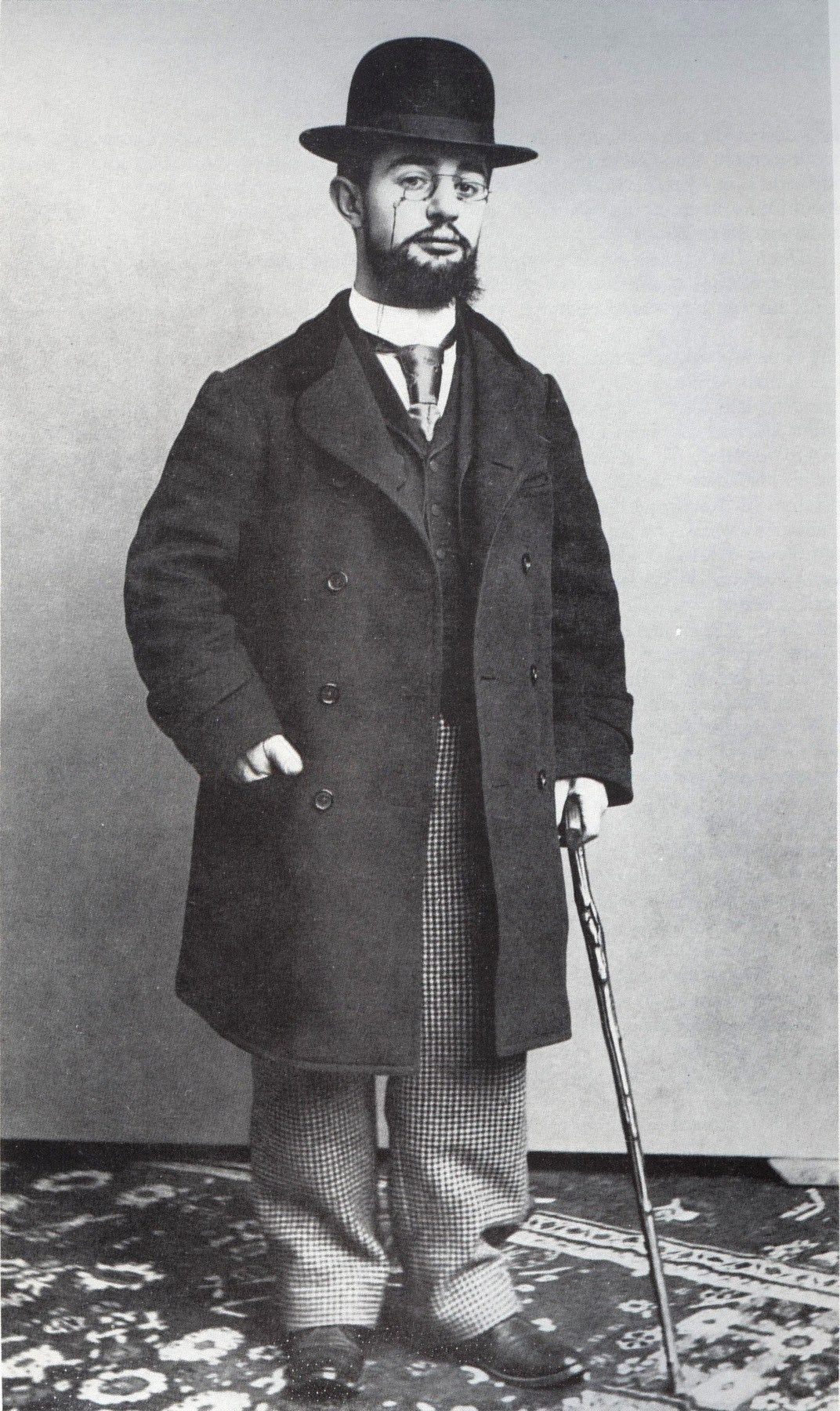
Henri de Toulouse-Lautrec, artista affetto da picnodisostosi, un esempio di malattia genetica

In medicina una malattia genetica è sottotipo di malattia rara causata da una o più anomalie del genotipo, quali mutazioni dei geni o alterazioni dei cromosomi le quali sono in grado di dare origine ad una o più patologie. Solitamente sono famigliari o ereditarie, ma può comparire anche la cosiddetta mutazione de novo. 
Sebbene ad ogni generazione i processi di variabilità genetica compresi i fenomeni di Crossing-over e di regolazione epigenetica, rimaneggino costantemente l'informazione presente nel nucleo delle cellule, solo poche varianti si traducono in uno stato definito di malattia, ed esse quindi risultano le maggiormente studiate e conosciute proprio per l'interesse che esse suscitano in campo sanitario e clinico, ma rappresentano solo una minima parte delle alterazioni totali.

## Storia
Tra i fondatori della genetica clinica sono considerati i medici britannici Joseph Adams, che descrisse la trasmissione genetica della polidattilia, William Bateson e Archibald Edward Garrod, che descrissero la trasmissione recessiva dell'alcaptonuria, lo statunitense Victor McKusick che pubblicò, nel 1966, il primo indice dei geni conosciuti e delle malattie a essi correlate, e il francese Jérôme Lejeune, che nel 1959 per primo mise in relazione una malattia, la sindrome di Down, con un'anomalia cromosomica, la trisomia 21, e nel 1963 individuò in un'anomalia sulla quinta coppia cromosomica la causa della sindrome del grido di gatto.
Le alterazioni del patrimonio genetico possono colpire indifferentemente la linea delle cellule somatiche, che costituiscono il corpo, o la linea delle cellule germinali, coinvolte nella produzione dell'ovulo o degli spermatozoi. In quest'ultimo caso, tali malattie genetiche non interessano più solo l'individuo che ha la mutazione, ma diventano anche ereditarie, cioè si trasmettono da uno o da entrambi i genitori a una parte o alla totalità della prole.
Non tutte le malattie hanno una causa genetica, per esempio le malattie infettive. Per altre malattie può esservi una predisposizione genetica detta anche familiarità; in questi casi si tratta di una anomalia del genoma che non si sviluppa automaticamente nella patologia se non in compresenza di altri fattori scatenanti, come accade ad esempio per la celiachia o il lupus eritematoso sistemico che infatti non sono considerate malattie genetiche.

## Manifestazioni cliniche e fenotipo
Alcune malattie genetiche sono predestinate a manifestarsi fin da prima del concepimento, altre in periodi successivi, altre ancora in età avanzata. Le malattie genetiche meglio caratterizzate sono quelle relative ad un solo locus genico e a penetranza completa. Gli studi hanno permesso di catalogare tali malattie come dominanti o recessive. Questa suddivisione si deve alle proprietà della sequenza genica interessata. Nel caso in cui la sequenza genica contenga un allele dominante, la patologia si svilupperà fin dal concepimento e l'individuo risulterà malato fin dalla nascita; avrà inoltre il 50% di probabilità di trasmettere la malattia ai discendenti. 
Nel caso in cui la sequenza genica contenga un allele recessivo, gli eterozigoti risulteranno portatori sani della patologia, non si ammaleranno né presenteranno segnali clinici, tuttavia nel caso in cui essi si riproducano con un altro eterozigote portatore sano avranno il 25% di possibilità di generare un figlio malato. Alcune malattie genetiche che riguardano l'emoglobina (Talassemia, Anemia falciforme...) si trovano in alcune popolazioni in situazione di equilibrio bilanciato, dovuto alla minore suscettibilità dei portatori sani ad infezioni presenti in quell'ambiente.